# Runcinia spinulosa
Runcinia spinulosa là một loài nhện trong họ Thomisidae.
Loài này thuộc chi Runcinia. Runcinia spinulosa được Octavius Pickard-Cambridge miêu tả năm 1885.